# Rice Owls
Rice Owls är en idrottsförening tillhörande Rice University och har som uppgift att ansvara för universitetets idrottsutövning.

## Idrotter
Owls deltager i följande idrotter:
| Herrar - Amerikansk fotboll - Baseboll - Basket - Friidrott - Golf - Tennis - Terränglöpning | Damer - Basket - Fotboll - Friidrott - Simning - Tennis - Terränglöpning - Volleyboll |

## Idrottsutövare
| Baseboll - Lance Berkman - Tony Cingrani - Anthony Rendon Basket - Trey Murphy III - Quincy Olivari - Drew Peterson Friidrott - Andrea Blackett | - Bryan Bronson - Fred Hansen - Funmi Jimoh - David Roberts Tennis - Harold Solomon |